# Saucony
Saucony («Соконі») — американський бренд спортивного взуття та одягу. Заснований в 1898 році компанія належить Wolverine World Wide. Продукти бренду включають: спортивне взуття, куртки, толстовки, футболки, шорти та шкарпетки. Серед аксесуарів — капелюхи та рюкзаки.
Колись на взуттєвих коробках Saucony була надрукована фраза «sock a knee», що вказує на правильну вимову назви компанії.

## Історія

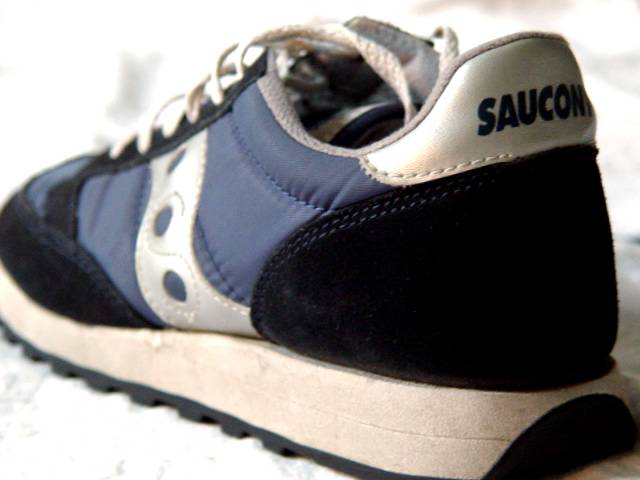
Кросівки Saucony Jazz

Перша фабрика Saucony Shoe Manufacturing Company була заснована в 1898 році в Куцтауні, штат Пенсільванія. Свою назву компанія отримала від Сауконі-Крік, що протікає поруч із фабрикою в Куцтауні. У 1910 році російський іммігрант А. Р. Хайд заснував взуттєву компанію «AR Hyde and Sons» у Кембриджі, штат Массачусетс. 13 червня 1968 року Хайд уклав угоду про покупку Saucony, і продаж завершився 24 жовтня 1968 року.
Наприкінці 1980-х років, коли Saucony став домінуючим брендом, назву компанії було офіційно змінено з Hyde Athletic Industries на Saucony.
У 2005 році Saucony була придбана корпорацією Stride Rite Corporation за 170 мільйонів доларів. Stride Rite був придбаний у 2007 році за 800 мільйонів доларів компанією Payless ShoeSource. Об'єднана компанія стала відомою як Collective Brands. У 2016 році Wolverine World Wide перемістила Saucony та інші бостонські бренди до нової регіональної штаб-квартири у Волтемі, штат Массачусетс.

## Взуття

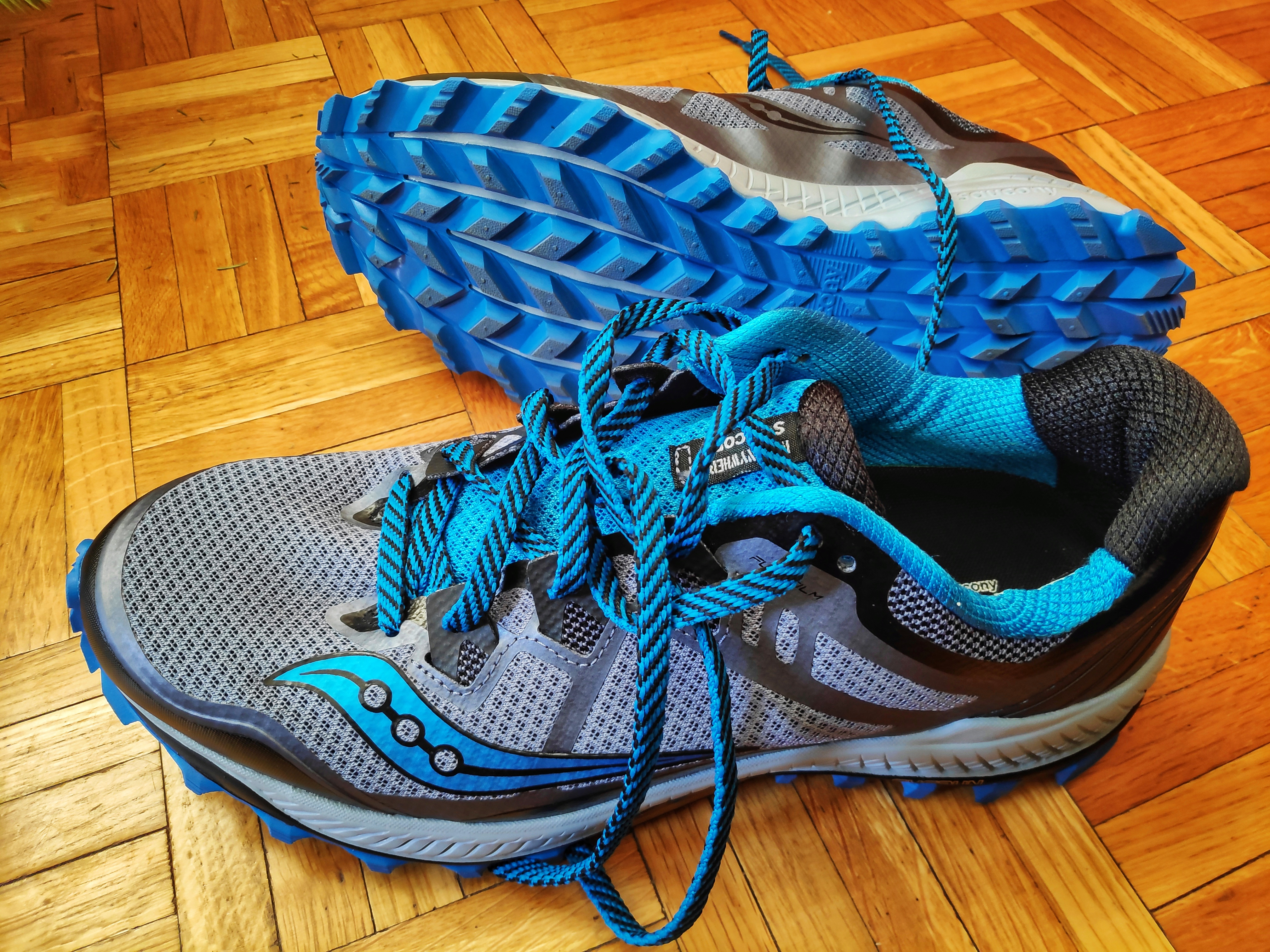
Кросівки Saucony Peregrine 8

3 квітня 2018 року компанія Saucony об'єдналася з компанією Dunkin’ Donuts, що займається виробництвом пончиків і кави, що базується в Массачусетсі, щоб виготовити бігові кросівки на тему пончиків із полуничною глазур'ю на честь 122-го пробігу Бостонського марафону. У березні 2019 року компанія знову випустила тематичні кросівки Dunkin' Kinvara 10.

### Originals
Originals — це спадщина Saucony, яка містить відновлені старі моделі взуття, вироблені компанією з різних матеріалів і кольорів. Серед них популярна модель Shadow, модель Jazz і модель Hornet, остання з яких залишається найбільш продаваним продуктом компанії.
Компанія спонсорує та спонсорувала багатьох спортсменів, у тому числі американських бігунів на довгі дистанції.